# کوکونینو ۲۹۳۹
سیارک ۲۹۳۹ (به انگلیسی: 2939 Coconino، نامگذاری:1982DP) دو هزار و نهصد و سی و نهمین سیارک کشف شده‌است که در ۲۱ فوریه ۱۹۸۲ کشف شد.
قدر مطلق سیارک برابر ۱۲٫۶۰ است.